# Bosnien och Hercegovinas demografi
Bosnien och Hercegovinas demografi övervakas av myndigheten statistikmyndigheten Statistikcentralen. År 2020 var Bosnien och Hercegovinas befolkning 3 403 638, vilket gör landet till det 32:a folkrikaste landet i Europa efter Georgien, liksom det 133:e mest folkrika landet i världen. År 2020 var Bosnien och Hercegovinas summerade fruktsamhet 1,23.